# EurObserv'ER
EurObserv’ER est un consortium spécialisé dans le suivi du développement des énergies renouvelables dans l'Union européenne. Créé en 1999 par Observ’ER, l’Observatoire des énergies renouvelables en France, il est composé de cinq autres partenaires : le centre de recherche néerlandais ECN, l'institut polonais IEO , l'académie allemande RENAC , et l'école allemande FS  et l'institut slovène IJS.
Le consortium publie des baromètres qui mesurent l’état de développement des énergies renouvelables (EnR) et leurs impacts dans chaque État membre, à l’aide d’une gamme d’indicateurs énergétiques et socioéconomiques. Les études EurObserv’ER couvrent l’ensemble des secteurs et technologies des EnR : le photovoltaïque, l’éolien, la biomasse, l’hydraulique, le solaire thermique et concentré, les énergies marines, la géothermie, les biocarburants, les biogaz et les déchets urbains. Un rapport annuel de l’état des EnR en Europe résume les baromètres en y incluant un volet emplois et chiffre d’affaires ainsi que des études de cas.
EurObserv’ER diffuse gratuitement des informations destinées au grand public ainsi qu’à de nombreux acteurs tels que les décideurs politiques, les industriels et les journalistes. Le projet EurObserv’ER est cofinancé par le Programme Énergie Intelligente Europe, l’Ademe et la Caisse des Dépôts.

## Objectifs
EurObserv’ER cherche à diffuser des informations  synthétiques et réactives  sur les EnR concernant les tendances énergétiques, industrielles et politiques observées dans chacun des États Membres de l’UE. De cette manière, il fournit un instrument de mesure qui donne une estimation de l’état de chaque filière, avant que les statistiques officielles ne soient publiées.
En contrôlant la progression des États membres vers leurs objectifs à 2020 pour la part d’énergies renouvelables dans la consommation brute d’énergie finale, EurObserv’ER  accompagne les politiques de l’Union Européenne visant à développer la production d’énergie d’origine renouvelable.
Le projet actuel devra élargir le champ d’indicateurs et d’analyses en intégrant la Croatie dans les études et en réalisant un état des lieux des investissements dans les EnR, via la création de nouveaux indicateurs et l’analyse de cas de montages financiers innovants. En effet, la crise économique ayant gravement réduit les dépenses publiques affectées au développement des EnR, l’équipe d’EurObserv’ER a souhaité mettre en place un instrument capable d’informer et d’attirer les investisseurs privés sur les opportunités offertes par les EnR.

## Publications
Depuis 1999, le baromètre EurObserv’ER est un outil indépendant qui réalise des indicateurs capables de diffuser des informations fiables et synthétiques concernant le niveau de développement des EnR. 
Ces baromètres ne fournissent pas seulement des chiffres sur les marchés mais également des analyses et des descriptions de l’actualité et des tendances de chaque filière. De plus, ses méthodologies de collecte des données et de calcul, similaires pour l’ensemble des pays européens, permettent une comparaison entre les différents États Membres.
EurObserv’ER met en relief l’impact des EnR et de leur développement sur les économies européennes, la croissance et l’emploi. Ainsi, les indicateurs socio-économiques, construits à la fois au niveau européen et national, relève les atouts des EnR pour parvenir à la création d’une économie de la connaissance, plus compétitive et plus dynamique.
Le rapport État des énergies renouvelables en Europe donne également des repères concernant la part des EnR dans la consommation finale d’énergie dans chaque État Membre.
Tous les baromètres seront bientôt disponibles dans cinq langues : l’anglais, le français, l’allemand, le polonais et le roumain. Certains seront aussi téléchargeables en italien et en espagnol.

## Membres du consortium

### Coordinateur

#### Observ’ER
Constituée dès 1980, cette structure est composée d’économistes et d’experts en politique de l’énergie qui élaborent des études sur les EnR, reconnues au niveau national et au niveau européen. Sa mission est de quantifier et de qualifier les progrès des énergies renouvelables.
Il joue aussi un rôle de conseiller auprès des pouvoirs publics et des décideurs et prend part aux grands débats énergétiques contemporains.
Observ’ER publie Le journal des énergies renouvelables, un magazine bimensuel sur l’actualité des EnR ainsi que deux hors séries sur les filières du photovoltaïque et de l’éolien.
L’association continue à assurer sa fonction de leader du consortium qu’elle occupe depuis la première édition du baromètre.
La branche française d'Observ’ER a une activité de certification. Elle délivre les certificats européens EECS (European Energy Certificate System (en)) qui garantissent l'origine de l’électricité renouvelable.

### Partenaires

#### ECN, Pays-Bas
Le Centre de recherche de l’énergie des Pays-Bas (ECN - The Energy research Centre of the Netherlands) est un acteur  qui fait office d’intermédiaire entre la recherche fondamentale menée par les universitaires et ses applications et retombés dans le marché de l’énergie. Avec ses six cents employés (en 2006), il s’agit du plus important centre de recherche du pays dans le domaine de l’énergie.
L'ECN fournit au gouvernement les connaissances et informations nécessaires à la mise en place et à l’évaluation de politiques de l’énergie. L’organisation participe ainsi au respect des objectifs européens et nationaux dans les domaines de l’énergie, de l’environnement et de l’innovation technologique. L'ECN travaille également avec des industriels pour le développement de produits,  process et  technologies qui jouent un rôle dans la transition vers un système énergétique durable.
L'ECN est actif dans les domaines de recherche suivants : l’énergie solaire, l’éolien, les biocarburants, l’hydrogène, les systèmes d’intégration, la biomasse, les biocarburants, l’efficacité énergétique, l’étude des politiques ainsi que l’ingénierie électrique.

#### IEO, Pologne
L'institut IEO (Instytut Energetyki Odnawialnej en polonais, Institut pour l’énergie renouvelable en français) est un cabinet d’expertise-conseil indépendant créé en 2001 et appartenant à des experts, anciens employés ou partenaires de l’EC Baltic Renewable Energy Centre – EC BREC (établi par la Commission Européenne en 1994). Sa mission est de concilier la recherche classique, la promotion technologique et les politiques de développement d’activités avec les besoins des investisseurs privés et des autorités locales polonaises.
Les connaissances et l’expérience des experts d’IEO sont mis à profit pour développer des projets en rapport avec la promotion des EnR et leur implantation en Pologne. L'Institut IEO s’occupe en particulier de conseiller le gouvernement et l’UE lors de la préparation de réglementations et de politiques ainsi que l’élaboration de stratégies concernant l’utilisation des EnR.

#### RENAC, Allemagne
L'Académie RENAC (Renewables Academy AG) est un partenaire d’EurObserv’ER depuis juin 2010. L’académie des renouvelables AG (RENAC), installée à Berlin, est un acteur important dans le domaine de l’éducation et de la formation sur les énergies renouvelables et l’efficacité énergétique. Depuis sa fondation en Janvier 2008, près de deux mille participants ont bénéficié de cette expertise dans le domaine des technologies, de la finance, du management et du développement de marché.
La croissance rapide des énergies renouvelables et des marchés de l’efficacité énergétique a donné lieu à un fort accroissement de la demande d’expertise et de qualification, aussi bien dans l’industrie et les institutions financières que dans les corps politiques. En pourvoyant ses formations et ses autres services aux professionnels, RENAC veut propager le savoir-faire nécessaire à la croissance des énergies renouvelables. L’académie propose des cours qui couvrent l’intégralité de la chaine de valeur des technologies renouvelables et qui visent directement les ingénieurs et techniciens mais aussi les managers, les économistes, les financiers et les politiques.

#### IJS, Slovénie
L’Institut Jozef Stefan (IJS) est l’un des principaux acteurs technologiques de Slovénie. Son rôle est de compléter les actions des universités en faisant le lien entre la recherche théorique et ses applications réelles. Cette structure compte environ 710 salariés dont 15 sont rattachés au Centre d’Efficacité Énergétique (EEC), le département qui travaille sur le projet des baromètres d’EurObserv’ER.
Le Centre de l’efficience énergétique de l'Institut Jozef Stefan [Energy Efficiency Centre (JSI/EEC)] est engagé dans la recherche, le développement et le conseil dans les domaines de la politique énergétique, de l’efficacité énergétique, des énergies renouvelables et de la protection de l’environnement. Leurs commanditaires sont les ministères de l’Environnement, de l’Économie, de l’Éducation, de la Recherche ainsi que de nombreuses entreprises. Son réseau de contacts s’étend sur plusieurs des nouveaux pays membres de l’Union européenne dont la Croatie et la République tchèque.

#### FS, Allemagne
La Frankfurt School (FS) of Finance & Management est l’une des principales écoles de commerce d’Allemagne. C’est aussi un institut de conseil avec plus de 50 ans d’expérience dans les domaines du conseil, de la création et mise en place de projets ainsi que dans la formation. La Frankfurt School est une organisation à but non lucratif qui compte près de 400 employés. Elle a pour mission d’améliorer les pratiques commerciales nationales et internationales.
Le département d’IAS (International Advisory Services ; le secteur des services de conseil à l’international) est engagé dans l’amélioration de la qualité des marchés financiers en vue de faciliter l’accès aux services financiers des petites entreprises et des populations les moins fortunées. L'IAS est composé de sept centres de compétences dont l’un est spécialisé dans le financement des énergies soutenables. Dans cette optique, il travaille avec des institutions financières pour la mise au point de plans de financement pour l’efficacité énergétique et le développement des énergies renouvelables.

## Utilisateurs
Le baromètre EurObserv’ER est devenu une référence en Europe, totalisant pour l’année 2012 plus de 92.000 téléchargements[réf. à confirmer] De nombreux acteurs utilisent ces indicateurs :
- les décideurs politiques peuvent obtenir des arguments chiffrés pour appuyer leurs décisions et avoir un retour quant à leur impact ;
- le personnel des institutions de l’Union Européenne qui a besoin de ces indicateurs pour contrôler les efforts de chaque État Membre sans attendre la publication des statistiques officielles ;
- les industriels ont accès à des informations concernant les politiques et l’état de santé du secteur et peuvent ainsi mieux évaluer le potentiel de croissance des filières renouvelables et les opportunités d’investissement ;
- les financiers et autres investisseurs qui obtiennent ainsi des indications sur les mesures de soutien aux filières et le dynamisme des acteurs ;
- les journalistes, qui écrivent de plus en plus d’articles sur le changement climatique et les énergies renouvelables, peuvent y trouver les derniers chiffres et actualités des différentes filières ;
- les agences de recherche de l’énergie les utilisent pour appuyer leurs analyses économiques ;
- les Chambres de commerce, qui doivent informer les entreprises de la situation des filières renouvelables dans les États membres, peuvent aussi y avoir recours ;
- les associations pour les énergies renouvelables se servent des informations du baromètre dans leurs projets et leurs communications ;
- les universitaires y ont parfois recours pour illustrer leurs cours sur les EnR.